# Jasienin Mały
Jasienin Mały [pronunciación en polaco: /jaˈɕenin ˈmawɨ/] es un pueblo ubicado en el distrito administrativo de Gmina Jeżów, dentro del Distrito de Brzeziny, Voivodato de Łódź, en Polonia central. Se encuentra aproximadamente a 2 kilómetros al oeste de Jeżów, a 14 kilómetros al este de Brzeziny, y a 33 kilómetros al este de la capital regional Łódź.